# Discodon cundinamarcanum
Discodon cundinamarcanum is een keversoort uit de familie soldaatjes (Cantharidae). De wetenschappelijke naam van de soort werd in 1963 gepubliceerd door Wittmer.